# Tomedes jezik
Tomedes jezik (ISO 639-3: toe; tamudes), izumrli jezik aravačke porodice koji se nekada govorio u Kolumbiji

## Vanjske poveznice
- Ethnologue (14th)
- Ethnologue (15th)